# Teufelskirche von St. Gallen
Die Teufelskirche von St. Gallen ist eine Bergkuppe südwestlich von Sankt Gallen (Steiermark) auf einer Höhe in etwa von 900 m. Der Name entstand durch eine Sage, welche an einer Tafel geschrieben steht. Sie lautet:

„Einst lebte auf diesem Berg in einer Hütte ein Einsiedler, der aber im geheimen ein ganz gottloser und lasterhafter Mensch war zu dem nachts an Sonn- und Feiertagen viele junge Burschen und Mägde kamen und mit ihm ausgefallene Trinkgelage mit Spiel und Tanz hielten und dabei gotteslästerliche Reden führten, so dass dieser Ort in üblen Ruf kam. Das wurde von Jahr zu Jahr immer ärger. Kein Tag war ihnen für diese lasterhaften Zusammenkünfte heilig. Sogar am Karfreitag hielten sie einmal ein besonders ausgefallenes Saufgelage. Da erbebte plötzlich der Berg, Feuerflammen schlugen aus dem Inneren heraus und ein scheußlicher Schwefelgestank stieg empor. Der Höllenfürst erschien selbst mit seinem Gefolge und entführte die ganze liederliche Gesellschaft in sein unterirdisches Reich. Als nun die Teilnehmer nicht mehr heimkehrten, gerieten ihre Angehörigen in große Sorge um sie und gingen auf Suche. Zu ihrem Schrecken fanden sie die Hütte des Einsiedlers nicht mehr auf dem Berg, dafür gähnte ihnen ein weites Loch entgegen so groß wie eine Kirche und übelriechende Schwefeldämpfe stiegen empor. Nun wusste man, dass dieser Einsiedler der Teufel selbst gewesen war der die jungen Menschen absichtlich verführt hatte um sie für die Hölle reif zu machen. Seither heißt der Berg mit der unheimlichen Höhle die „Teufelskirche“.“

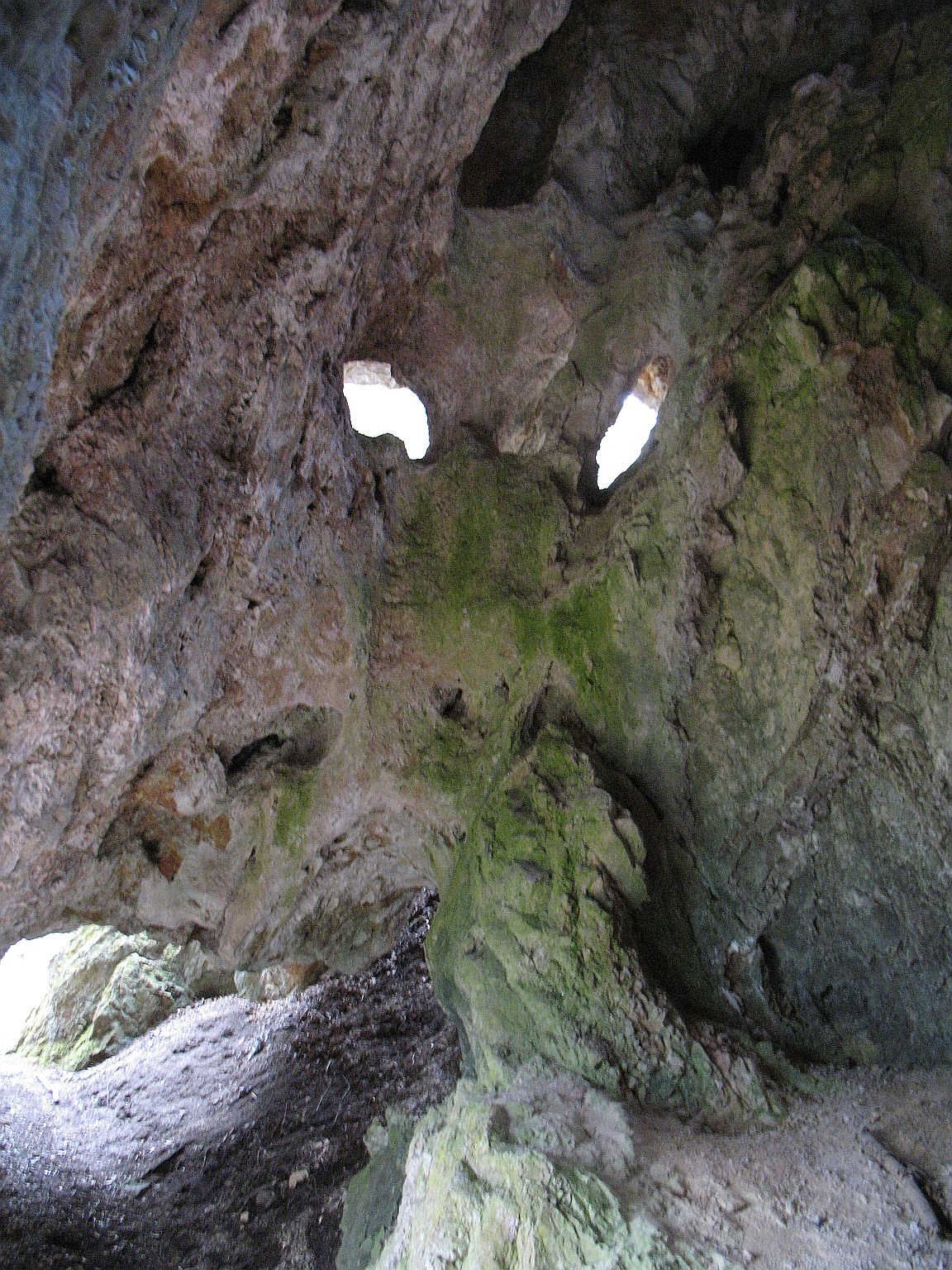
Die Höhle der Teufelskirche von St. Gallen
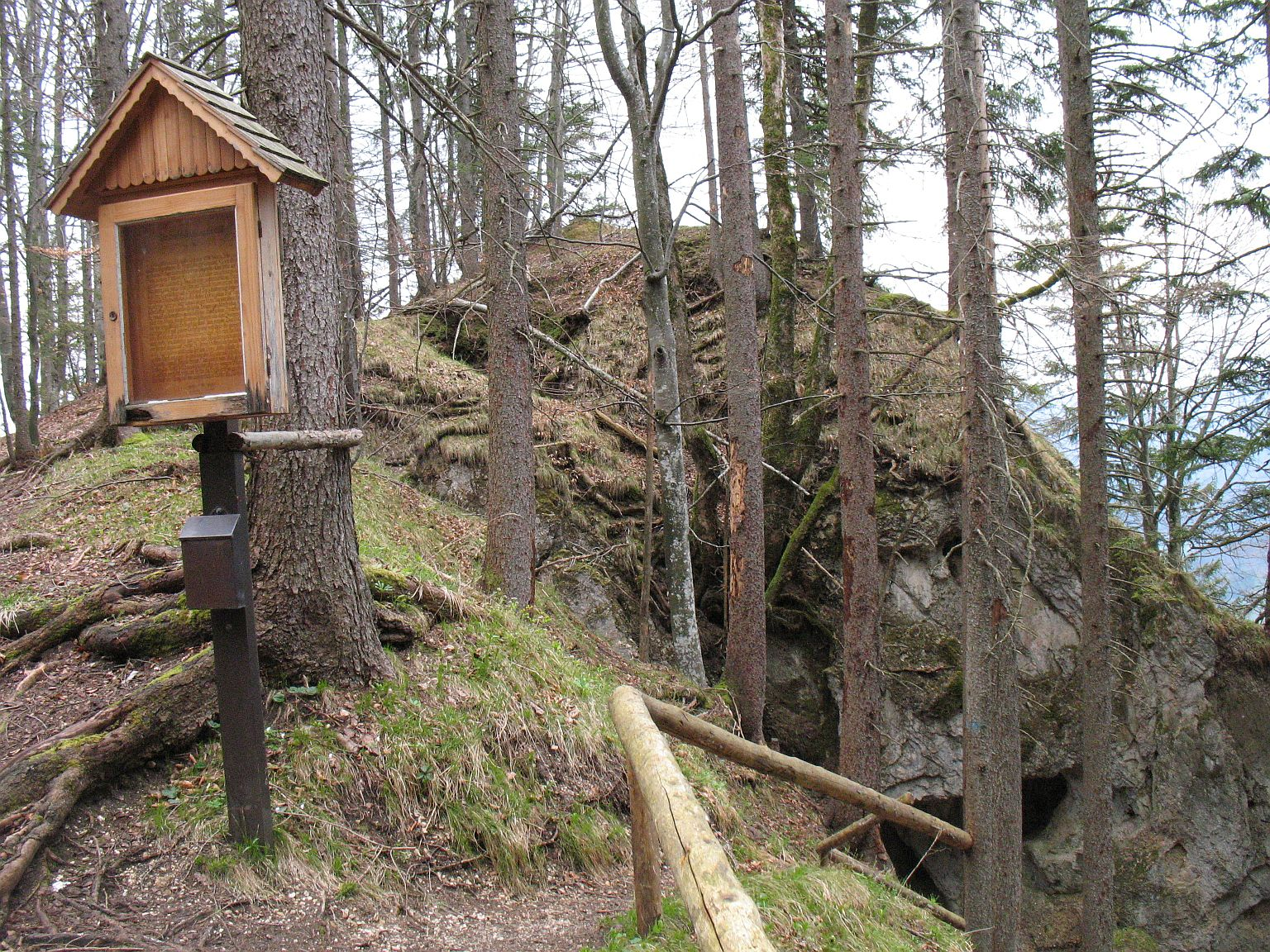
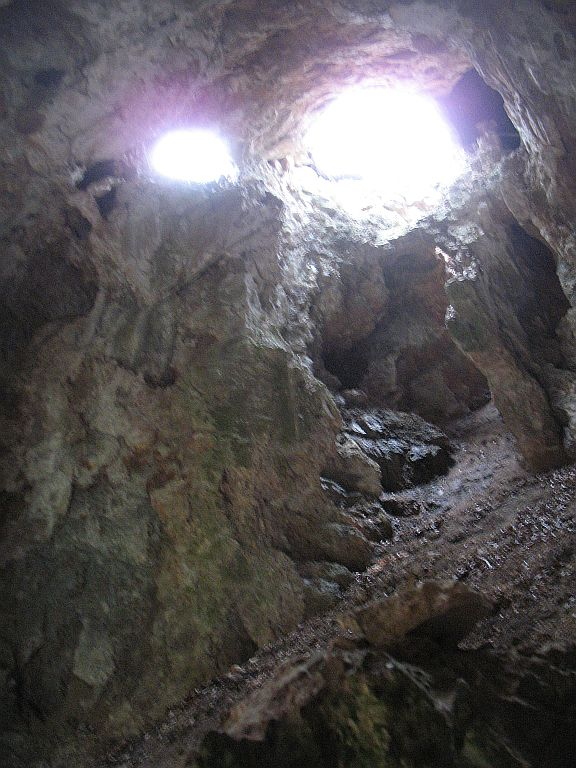
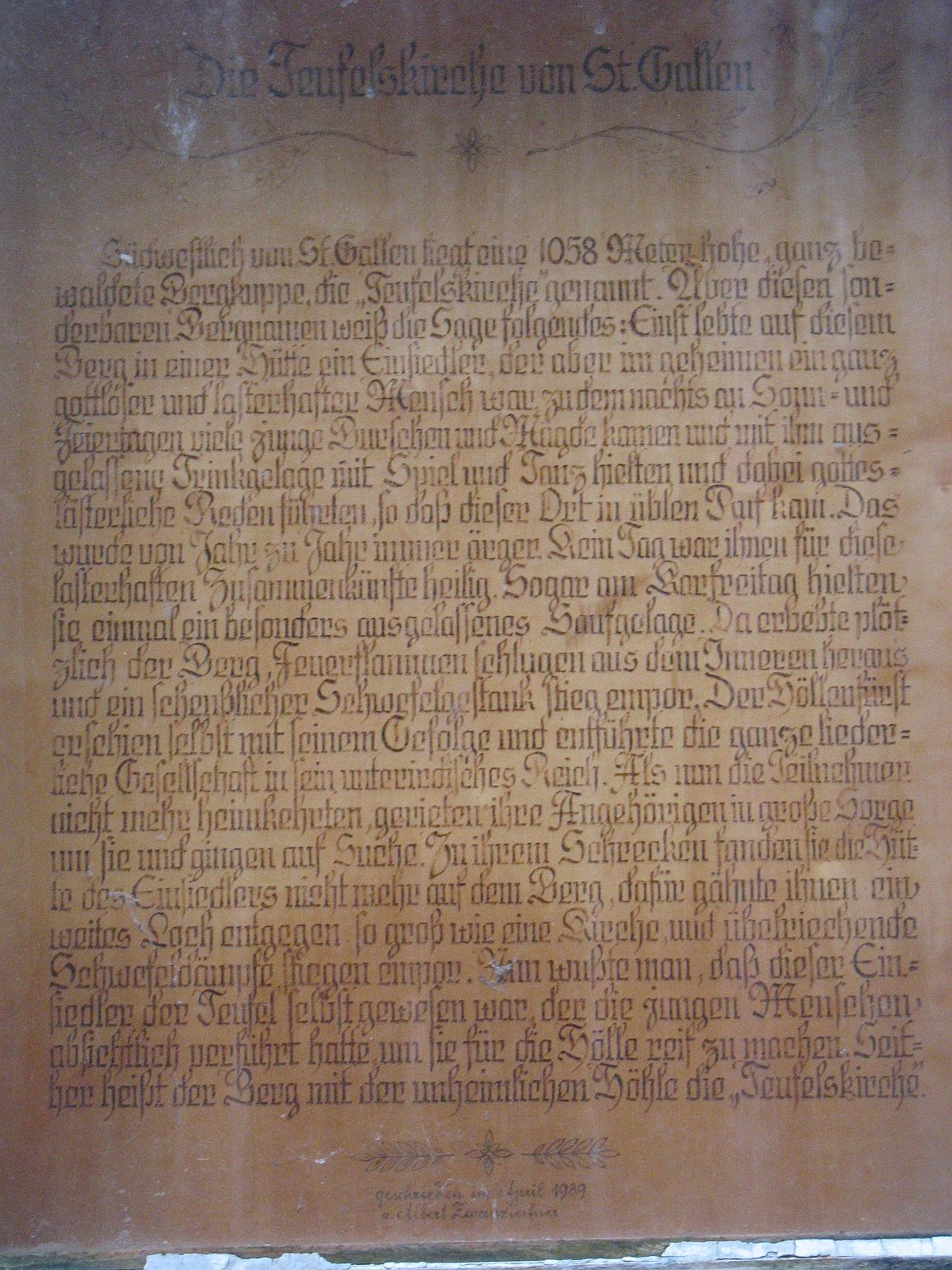
Die Sage der Teufelskirche von St. Gallen